# II. Ernő szász–coburg–gothai herceg
II. Ernő (teljes születési nevén: Ernő Ágost Károly János Lipót Sándor Eduárd, németül: Ernst August Karl Johann Leopold Alexander Eduard; Coburg, Szász–Coburg–Saalfeld, 1818. június 21. – Reinhardsbrunn, Szász–Coburg–Gotha, 1893. augusztus 22.) a Wettin-ház Ernő-ágából származó szász herceg, Szász–Coburg–Gotha második uralkodó hercege 1844-től 1893-ban bekövetkezett haláláig. A Szász–Coburg–Gothai-ház tagja. Egyetlen testvére Albert herceg, Viktória brit királynő férje volt.

## Élete
II. Ernő volt I. Ernő szász–coburg–gothai herceg és Lujza szász–gotha–altenburgi hercegnő legidősebb fia. 1824-ben küldték az anyját gyermekei nélkül St. Wendelbe.
1836 júniusától 1837 áprilisáig matematikát, filozófiát, idegen nyelveket, politikai és alkotmányos tanulmányokat folytatott Brüsszelben, majd három félévet jogot és filozófiát tanult Bonnban. 1839 novemberétől Drezdában a Királyi Szász Nehézlovasságban katonai kiképzést, valamint zenei és kulturális kiképzést kapott az ottani udvarban.
1849. április 5-én az eckernfördei tengeri csatában a herceg volt a Német Szövetség győztes parancsnoka.
1857-ben a Leopoldina Német Természettudományos Akadémia tagja lett.

## Házassága
A herceg 1842. május 3-án Karlsruhéban feleségül vette Alexandrina badeni hercegnőt. A házaspárnak nem született gyermeke, ezért II. Ernő halálát követően a korona unokaöccsére, Alfréd brit királyi hercegre, Viktória brit királynő és Albert szász–coburg–gothai herceg második fiára szállt.

## Operái
- 1846: „Zaire“
- 1848: „Tony oder Die Vergeltung“
- 1851: „Casilda“
- 1852–1854: „Santa Chiara“